# Ashikaga
Ashikaga (jap. 足利市, -shi) ist eine Großstadt der Präfektur Tochigi im Landesinneren von Honshū der Hauptinsel von Japan.

## Geographie
Ashikaga liegt etwa 60 km nördlich von Tokio in der Kantō-Ebene am Fluss Watarase, der die Stadt von Westen nach Osten durchquert.

## Geschichte
Ashikaga war ein Zentrum für chinesische Kultur und des Konfuzianismus. Die dortige Ashikaga-Schule hatte ihre Blütezeit in der Muromachi-Zeit. Erhalten geblieben ist die Bibliothek mit reichhaltiger chinesischer und japanischer Literatur.
In der Edo-Zeit war Ashikaga der Sitz einer Nebenlinie der Toda, die dort mit einem Einkommen von 11.000 Koku in einem Festen Haus (陣屋, jinja) residierte.
1889 trat das Township-System in Kraft, und die Siedlungen von Ashikaga-gun wurden in acht Dörfer und die zentrale Stadt Ashikaga-machi zusammengefasst, die 1896 in Ashikaga-gun eingegliedert wurde, woraufhin Ashikaga-machi 1921 zu Ashikaga-shi erhoben wurde. Im Jahr 1962 wurde fast der gesamte Landkreis Ashikaga in die Stadt Ashikaga eingegliedert, während Teile davon in die Städte Sano, Kiryu und Ōta eingemeindet wurden.

## Verkehr
- Straße
  - Nationalstraße 50, nach Maebashi oder Mito
  - Nationalstraße 122, nach Tōkyō oder Nikkō
  - Nationalstraße 293, nach Hitachi
  - Nationalstraße 407, nach Iruma
- Zug
  - JR Ryōmō-Linie nach Takasaki oder Oyama
  - Tōbu Isesaki-Linie nach Asakusa oder Isesaki

## Wirtschaft
Wirtschaftsfaktoren sind Seidenverarbeitung, Baumwollhandel und Kunstfaserindustrie.

## Sehenswürdigkeiten
- Ashikaga Flower Park
- Ashikaga-Schule

## Söhne und Töchter der Stadt
- Kawashima Riichirō (1886–1971), Maler
- Aida Mitsuo (1924–1991), Dichter und Kalligraph
- Fumio Itabashi (* 1949), Jazzpianist
- Toshimitsu Motegi (* 1955), Politiker
- Takao Kobayashi (* 1961), Amateurastronom
- Yōhei Sugai (* 1985), Weitspringer
- Hisao Mita (* 1991), Fußballspieler

## Angrenzende Städte und Gemeinden
- Präfektur Tochigi
  - Sano
- Präfektur Gunma
  - Ōta
  - Kiryū
  - Tatebayashi
  - Ōra

## Partnerstädte
- Jining, Volksrepublik China, seit 1989
- Springfield, Illinois, seit 1990

## Weblinks

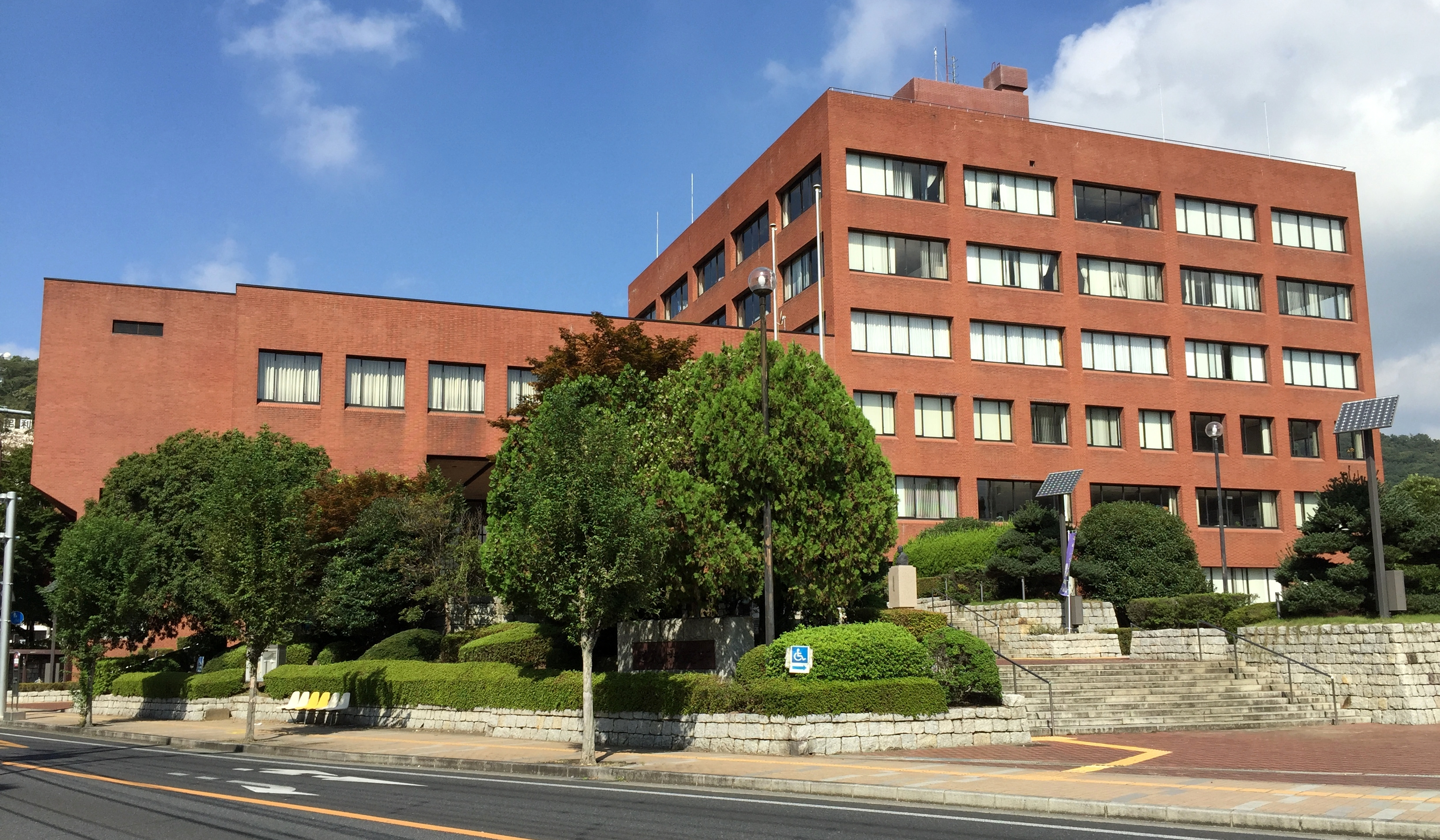
Rathaus von Ashikaga